# 国鉄スヌ31形客車
スヌ31形は、かつて日本国有鉄道（国鉄）に在籍した事業用客車（暖房車）である。

## 概要
1929年（昭和4年）から製造された東海道本線用の大型暖房車で、初年に3両、1931年（昭和6年）に21両の計24両が製造された。製造当時はスヌ6850形（スヌ6850 - 6874）と称し、1941年（昭和16年）に鋼製客車の新たな番号体系が制定された後も雑形の形式番号のままであったが、1949年（昭和24年）7月に暖房車も鋼製客車の番号体系に組み込まれることとなり、当時在籍した22両がスヌ31形となった。
製造所は、次のとおりである。
- 1929年（3両）
  - 川崎車輛 : スヌ6850 - スヌ6852
- 1931年（21両）
  - 川崎車輛 : スヌ6853 - スヌ6856, スヌ6867
  - 日本車輌製造 : スヌ6857 - スヌ6866, スヌ6869 - スヌ6873

車体は全鋼製で、全長7,700mmの車体の前後に長さ1,450mmのデッキを有し、前位に水タンク、後位に炭庫を装備しており、側面からみると凸字型である。中央部の車体内には蒸気発生用のボイラーを装備している。両側の妻面には片開き扉が車体に向かって右側に設けられており、水槽と炭庫は向かって左側にオフセットして設置されている。側面の窓配置は1D3D1である。屋根上にはガーランド型通風器が1個と煙突が設置されており、屋根の一部はボイラー整備のために取り外すことができる。全長は11,500mm、全高は4,000mmである。
台車は当時の客車用標準2軸ボギー台車TR23で、台車中心間距離は5,800mmである。
ボイラーの能力は常用圧力10kg/cm2、火床面積0.85m2、全伝熱面積27.1m2（煙管22.0m2、火室5.1m2）である。運転整備重量は37.6t、空車重量は30.15t、水槽容量は5.2m3、石炭積載量は0.8tである。

## 運用
製造当初は東海道本線東京 - 国府津間用として国府津機関区に配置されたが、1934年（昭和9年）12月1日に丹那トンネルが開通すると沼津機関区に転属した。本形式は東海道線用暖房車の主力として使用され、優等列車のみならず、お召し列車用としても重用された。
本形式は、太平洋戦争中の1944年（昭和19年）12月4日付けで2両（スヌ6872, スヌ6873）が廃車となっている。当時は暖房車が絡む大きな列車事故もなく、また日本本土への空襲も始まっておらず、本形式における最大の謎となっている。これについては、標準軌に改軌のうえ、朝鮮総督府鉄道に供出されたのではないかとの説がある。使用線区は、京元線の福渓 - 高山間または京慶線の堤川 - 豊基間と推定されており、戦後になってからのヒタ1形なる類似車両の情報もあるが、確証はない。
太平洋戦争後は、本形式のうち2両（スヌ6853, スヌ6867）が連合軍専用客車として接収され、3503, 3501の軍番号を付与されて使用された。接収は1946年（昭和21年）12月、返還は1949年（昭和24年）6月であった。これらは、連合軍専用列車を駅に据え付ける際に空気を送ってトイレや洗面台を使用できるようにするため、空気圧縮機が設置された。これは、返還後も取り外されることはなかった。
1949年7月に暖房車の改番が行われたが、本形式は22両がスヌ31形に改称された。その際、番号順に新番号（スヌ31 1 - 22）とされたが、連合軍専用客車に指定されていた2両は100番台に区分（スヌ31 100, 101）されたため、スヌ31 4とスヌ31 18は欠番となった。
1949年7月から10月にかけて、炭水容量を増加する改造を大宮工機部、長野工機部、浜松工機部で実施した。東海道本線の浜松電化に対応するもので、オヌ6950形と同じ水7t、石炭2tとされた。
その後、暖房用ボイラーを搭載した新EF58形電気機関車やマヌ34形が増備されると、暖房用ボイラーを持たないEF53形電気機関車とともに高崎線（高崎機関区）や上越線（長岡機関区）に転属するものが多くなり、奥羽本線（福島 - 米沢間、福島機関区）や中央本線（甲府機関区）、阪和線（竜華機関区）、またDD50形ディーゼル機関車随伴用として北陸本線（敦賀機関区）でも使用された。
1968年（昭和43年）10月1日に実施されたダイヤ改正では上野駅に乗り入れる定期運用が消滅。老朽廃車は1968年（昭和43年）10月から始まり、最後は阪和線用として竜華機関区に配置されていたスヌ31 1と2が1973年（昭和48年）3月に廃車され、形式消滅した。